# Aenasius chilecito
Aenasius chilecito är en stekelart som beskrevs av Trjapitzin 1999. Aenasius chilecito ingår i släktet Aenasius och familjen sköldlussteklar. Inga underarter finns listade i Catalogue of Life.